# Campeonato Mundial de Fórmula 1 de 2003
A Temporada de Fórmula 1 de 2003 foi a 54° realizada pela FIA. Teve como campeão o alemão Michael Schumacher, da Ferrari, sendo vice-campeão o finlandês Kimi Räikkönen, da McLaren. 

## Resumo da temporada
Ficou marcada pela mudança no sistema de pontuação: a partir de 2003, 8 pilotos passariam a pontuar, e não 6, ficando em 10, 8, 6, 5, 4, 3, 2 e 1, sendo assim mantido até o ano de 2010, quando o atual sistema de pontuação entrou em vigor. O hexacampeonato de Michael Schumacher, primeiro piloto a alcançar esse feito, não veio com a mesma facilidade que nos dois anos anteriores. O piloto e sua equipe, a Ferrari, encontraram duros rivais na McLaren e na Williams. O alemão teve dificuldades no início, marcando apenas 7 pontos nas 3 primeiras provas. Na Austrália e na Malásia, a McLaren venceu, respectivamente com David Coulthard e Kimi Räikkönen. No caótico GP do Brasil, em Interlagos, uma chuva torrencial causou vários acidentes e a corrida foi encerrada mais cedo, tendo como vencedor um surpreendente Giancarlo Fisichella, que deu á já decadente equipe Jordan sua última vitória. Tudo parecia indicar que as "flechas de prata" retomariam deu domínio dos anos 90, mas a reação da Ferrari começou em casa, no GP de San Marino, em Ímola, quando Schummy venceu, mesmo sabendo do falecimento de sua mãe. Seu irmão, Ralf, também disputou a corrida. Schumacher ainda venceria na Espanha e na Áustria (nessa última com seu carro pegando fogo nos boxes) e assumiria a vice-liderança do campeonato, apenas 2 pontos atrás de Kimi. 
Na corrida seguinte, em Mônaco, a Williams passou a mostrar sua força com a vitória de Juan Pablo Montoya, com Schumacher chegando em terceiro, atrás de Räikkönen. Porém, o alemão assumiu a liderança após a vitória no GP do Canadá, aproveitando um mau desempenho do finlandês. Depois disso, Schumacher voltou a enfrentar dificuldades:Nos Gps da Europa e da França, seu irmão Ralf foi vencedor, e Schummy chegou, respectivamente, em quinto e terceiro, já começando a ver os adversários encostando. No GP da Inglaterra, em Silverstone, Rubens Barrichello, que estava apagado na temporada, venceu de forma categórica, enquanto o alemão chegava apenas em quarto. A situação piorou no GP da Alemanha, quando Schumacher, correndo em casa, estava em segundo, mas teve um pneu furado, caindo para sétimo. Montoya venceu e ficou a apenas 6 pontos de distância do alemão. A corrida seguinte foi na Hungria, onde novamente a Ferrari teve um péssimo rendimento e Schumacher foi apenas o oitavo. A vitória ficou com o espanhol Fernando Alonso, que venceu pela primeira vez na categoria, seguindo por Kimi e Montoya. Naquele momento, Montoya ficava a apenas 1 ponto de Shumacher e Kimi 2. E a Williams ultrapassou a Ferrari no campeonato de construtores. O alemão iniciou sua recuperação diante da torcida, em Monza, no GP da Itália, quando ganhou de ponta a ponta, mas ainda com Montoya e Raikkonen em sua cola. No GP dos EUA, em Indianápolis, que parecia estar favorável a seus rivais, Schumacher venceu, enquanto Kimi foi segundo e Montoya errou demais, chegando apenas em sexto. Naquele momento, o colombiano não tinha mais possibilidades de conquistar o título, enquanto Schumacher abria confortáveis 9 pontos sobre Kimi Raikkonen. O finlandês precisava vencer o GP do Japão, que encerrava a temporada, e torcer para que Schumacher não pontuasse. Porém, o alemão passou sufoco em Suzuka: teve problemas, andou no meio do pelotão e chegou justamente em oitavo, marcando um ponto. Não precisava, pois seu companheiro Rubens Barrichello venceu de forma impecável, com Kimi chegando em segundo. No fim, mesmo vencendo apenas uma corrida, o finlandês ficou apenas 2 pontos atrás de Schumacher. E a Ferrari era novamente a campeã de construtores. 
Além de Rubens Barrichello, dois outros brasileiros disputaram a temporada, ambos estreantes: Cristiano da Matta, pilotando pela equipe Toyota, teve um bom começo, chegando a liderar o GP da Inglaterra. Marcou 10 pontos, 4 a mais que seu companheiro de equipe, o experiente Olivier Panis. Antonio Pizzonia estreou na equipe Jaguar cercado de muitas expetativas, pois era muito vencedor pelas categorias em que passou. Porém, o amazonense não marcou nenhum ponto e isso, aliado ao bom desempenho de seu companheiro Mark Webber, acabou provocando sua demissão antes da temporada acabar, sendo substituído pelo inglês Justin Wilson a partir do GP da Alemanha.

## Equipes e pilotos
| Campeão            | Vice-campeão     | 3º Lugar           |
| ------------------ | ---------------- | ------------------ |
|                    |                  |                    |
| Michael Schumacher | Kimi Räikkönen   | Juan Pablo Montoya |
| Ferrari            | McLaren-Mercedes | Williams-BMW       |

| Equipe                     | Construtor       | Chassis        | Motor                                           | Pneu | No | Piloto                | Piloto(s) de testes                            |
| -------------------------- | ---------------- | -------------- | ----------------------------------------------- | ---- | -- | --------------------- | ---------------------------------------------- |
| Scuderia Ferrari Marlboro  | Ferrari          | F2002 F2003-GA | Ferrari 051 3.0 V10 Ferrari 052 3.0 V10         | B    | 1  | Michael Schumacher    | Luca Badoer Felipe Massa                       |
| Scuderia Ferrari Marlboro  | Ferrari          | F2002 F2003-GA | Ferrari 051 3.0 V10 Ferrari 052 3.0 V10         | B    | 2  | Rubens Barrichello    | Luca Badoer Felipe Massa                       |
| BMW Williams F1 Team       | Williams-BMW     | FW25           | BMW P83 3.0 V10                                 | M    | 3  | Juan Pablo Montoya    | Olivier Beretta Antônio Pizzonia 1 Marc Gené 2 |
| BMW Williams F1 Team       | Williams-BMW     | FW25           | BMW P83 3.0 V10                                 | M    | 4  | Ralf Schumacher       | Olivier Beretta Antônio Pizzonia 1 Marc Gené 2 |
| BMW Williams F1 Team       | Williams-BMW     | FW25           | BMW P83 3.0 V10                                 | M    | 4  | Marc Gené             | Olivier Beretta Antônio Pizzonia 1 Marc Gené 2 |
| West McLaren Mercedes      | McLaren-Mercedes | MP4-17D        | Mercedes FO110M 3.0 V10 Mercedes FO110P 3.0 V10 | M    | 5  | David Coulthard       | Alexander Wurz                                 |
| West McLaren Mercedes      | McLaren-Mercedes | MP4-17D        | Mercedes FO110M 3.0 V10 Mercedes FO110P 3.0 V10 | M    | 6  | Kimi Räikkönen        | Alexander Wurz                                 |
| Mild Seven Renault F1 Team | Renault          | R23 R23B       | Renault RS23 3.0 V10                            | M    | 7  | Jarno Trulli          | Allan McNish Franck Montagny                   |
| Mild Seven Renault F1 Team | Renault          | R23 R23B       | Renault RS23 3.0 V10                            | M    | 8  | Fernando Alonso       | Allan McNish Franck Montagny                   |
| Sauber Petronas            | Sauber-Petronas  | C22            | Petronas 03A (Ferrari 051 rebatizados) 3.0 V10  | B    | 9  | Nick Heidfeld         | Neel Jani                                      |
| Sauber Petronas            | Sauber-Petronas  | C22            | Petronas 03A (Ferrari 051 rebatizados) 3.0 V10  | B    | 10 | Heinz-Harald Frentzen | Neel Jani                                      |
| Jordan Ford                | Jordan-Ford      | EJ13           | Ford RS1 3.0 V10                                | B    | 11 | Giancarlo Fisichella  | Zsolt Baumgartner Satoshi Motoyama             |
| Jordan Ford                | Jordan-Ford      | EJ13           | Ford RS1 3.0 V10                                | B    | 12 | Ralph Firman 3        | Zsolt Baumgartner Satoshi Motoyama             |
| Jordan Ford                | Jordan-Ford      | EJ13           | Ford RS1 3.0 V10                                | B    | 12 | Zsolt Baumgartner     | Zsolt Baumgartner Satoshi Motoyama             |
| Jaguar Racing              | Jaguar-Cosworth  | R4             | Cosworth CR-5 3.0 V10                           | M    | 14 | Mark Webber           | André Lotterer                                 |
| Jaguar Racing              | Jaguar-Cosworth  | R4             | Cosworth CR-5 3.0 V10                           | M    | 15 | Antônio Pizzonia      | André Lotterer                                 |
| Jaguar Racing              | Jaguar-Cosworth  | R4             | Cosworth CR-5 3.0 V10                           | M    | 15 | Justin Wilson 4       | André Lotterer                                 |
| Lucky Strike BAR Honda     | BAR-Honda        | 005            | Honda RA003E 3.0 V10                            | B    | 16 | Jacques Villeneuve 5  | Takuma Sato                                    |
| Lucky Strike BAR Honda     | BAR-Honda        | 005            | Honda RA003E 3.0 V10                            | B    | 16 | Takuma Sato           | Takuma Sato                                    |
| Lucky Strike BAR Honda     | BAR-Honda        | 005            | Honda RA003E 3.0 V10                            | B    | 17 | Jenson Button         | Takuma Sato                                    |
| European Minardi Cosworth  | Minardi-Cosworth | PS03           | Cosworth CR-3 3.0 V10                           | B    | 18 | Justin Wilson         | Nicolas Kiesa Matteo Bobbi Gianmaria Bruni     |
| European Minardi Cosworth  | Minardi-Cosworth | PS03           | Cosworth CR-3 3.0 V10                           | B    | 18 | Nicolas Kiesa 6       | Nicolas Kiesa Matteo Bobbi Gianmaria Bruni     |
| European Minardi Cosworth  | Minardi-Cosworth | PS03           | Cosworth CR-3 3.0 V10                           | B    | 19 | Jos Verstappen        | Nicolas Kiesa Matteo Bobbi Gianmaria Bruni     |
| Panasonic Toyota Racing    | Toyota           | TF103          | Toyota RVX-03 3.0 V10                           | M    | 20 | Olivier Panis         | Ricardo Zonta                                  |
| Panasonic Toyota Racing    | Toyota           | TF103          | Toyota RVX-03 3.0 V10                           | M    | 21 | Cristiano da Matta    | Ricardo Zonta                                  |

|                       | Começo do campeonato | Começo do campeonato | Começo do campeonato | Começo do campeonato     | Durante o Campeonato | Durante o Campeonato |
| Piloto                | Antes                | Antes                | Depois               | Depois                   | Durante o Campeonato | Durante o Campeonato |
| Piloto                | Equipe               | Posição              | Equipe               | Posição                  | Equipe               | Posição              |
| --------------------- | -------------------- | -------------------- | -------------------- | ------------------------ | -------------------- | -------------------- |
| Felipe Massa          | Sauber               | Piloto de Corrida    | Ferrari              | Piloto de Testes         |                      |                      |
| Ralph Firman          | -                    | Formula Nippon       | Jordan               | Piloto de Corrida        |                      |                      |
| Zsolt Baumgartner     | -                    | Formula 3000         | Jordan               | Piloto de Testes         |                      |                      |
| Takuma Sato           | Jordan               | Piloto de Corrida    | BAR                  | Piloto de Testes         | BAR                  | Piloto de Corrida    |
| Jenson Button         | Renault              | Piloto de Corrida    | BAR                  | Piloto de Corrida        |                      |                      |
| Oliver Panis          | BAR                  | Piloto de Corrida    | Toyota               | Pioto de Corrida         |                      |                      |
| Fernando Alonso       | Renault              | Piloto de Testes     | Renault              | Piloto de Corrida        |                      |                      |
| Mark Webber           | Minardi              | Piloto de Corrida    | Jaguar               | Piloto de Corrida        |                      |                      |
| Justin Wilson         | -                    | Formula 3000         | Minardi              | Piloto de Corrida        | Jaguar               | Piloto de Corrida    |
| Eddie Irvine          | Jaguar               | Piloto de Corrida    | -                    | Aposentoria da Formula 1 |                      |                      |
| Pedro de la Rosa      | Jaguar               | Piloto de Corrida    | -                    | -                        |                      |                      |
| Heinz-Harald Frentzen | Arrows               | Piloto de Corrida    | Sauber               | Piloto de Corrida        |                      |                      |
| Enrique Bernoldi      | Arrows               | Piloto de Corrida    | -                    | Nissan World Series      |                      |                      |
| Nicolas Kiesa         | -                    | Formula 3000         | Minardi              | Piloto de Testes         | Minardi              | Piloto de Corrida    |
| Jos Verstappen        | Sauber               | Piloto de Testes     | Minardi              | Piloto de Corrida        |                      |                      |
| Alex Yoong            | Minardi              | Piloto de Corrida    | -                    | CART                     |                      |                      |
| Anthony Davidson      | Minardi              | Piloto de Corrida    | BAR                  | Piloto de Testes         |                      |                      |
| Cristiano da Matta    | -                    | CART                 | Toyota               | Piloto de Corrida        |                      |                      |
| Mika Salo             | Toyota               | Piloto de Corrida    | -                    | Champ Car                |                      |                      |
| Allan McNish          | Toyota               | Piloto de Corrida    | Renault              | Piloto de Testes         |                      |                      |
| Luciano Burti         | Ferrari              | Piloto de Testes     | -                    | -                        |                      |                      |
| Olivier Beretta       | -                    | WEC                  | Williams             | Piloto de Testes         |                      |                      |
| Giorgino Pantano      | Williams             | Piloto de Testes     | -                    | Formula 3000             | -                    | Champ Car            |
| Ricardo Zonta         | Jordan               | Piloto de Testes     | Toyota               | Piloto de Testes         |                      |                      |
| Darren Manning        | BAR                  | Piloto de Testes     | -                    | CART                     |                      |                      |
| Patrick Lamarié       | BAR                  | Piloto de Testes     | -                    | CART                     |                      |                      |
| Ryo Fukuda            | BAR                  | Piloto de Testes     | -                    | Formula Nippon           |                      |                      |
| Franck Montagny       | -                    | World Nissan Series  | -                    | World Nissan Series      | Renault              | Piloto de Testes     |
| James Courtney        | Jaguar               | Piloto de Testes     | -                    | Formula 3 Japonesa       |                      |                      |
| Gianmaria Bruni       | -                    | Formula 3000         | -                    | Formula 3000             | Minardi              | Piloto de Testes     |
| Sergey Zlobin         | Minardi              | Piloto de Testes     | -                    | -                        |                      |                      |
| Jirko Malchárek       | Minardi              | Piloto de Testes     | -                    | Aposentadoria            |                      |                      |
| Ryan Briscoe          | Toyota               | Piloto de Testes     | -                    | Formula 3 Euro Series    |                      |                      |
| Stéphane Sarrazin     | Toyota               | Piloto de Testes     | -                    | Renault World Series     |                      |                      |

Ferrari: depois de dominar a temporada de 2002, a equipe italiana manteve Michael Schumacher e Rubens Barrichello, respectivamente campeão e vice do ano anterior. 
Williams: vice campeã em 2002, mas com um abismo de distância da Ferrari, a equipe manteve sua dupla de pilotos, formada por Ralf Schumacher e Juan Pablo Montoya, sendo mais uma vez equipada pelo motor BMW. 
McLaren:  de maior rival da Ferrari, a equipe passou para terceira força, perdendo espaço também para a outra rival, Williams. Visando recuperar terreno, a equipe manteve sua dupla de pilotos, formada pelo veterano David Coulthard e pelo jovem Kimi Raikkonen, visto como um piloto de grande futuro. A parceria com a Mercedes continuaria.
Renault: a equipe ficou aquém das expectativas em 2002. Para 2003, visando conquistar pódios e vitórias, a equipe francesa manteve Jarno Trulli, por esse ser protegido de Flavio Briatore. Apesar de Jenson Button ter um desempenho melhor em 2002, o inglês acabou preterido, entrando no seu lugar o jovem espanhol Fernando Alonso, que correu pela Minardi em 2001, atuando em 2002 como piloto de testes da própria Renault.
Sauber: quinta força em 2002, a equipe manteve o alemão Nick Heidfeld, na época considerado grande promessa. O brasileiro Felipe Massa acabou preterido pelo experiente alemão Heinz-Harald Frentzen, que estava desempregado após a falência da Arrows.
Jordan: a equipe vinha caindo de rendimento e iniciou 2003 sem grandes expectativas, pois perdeu o apoio da Honda, passando a ser equipada pelo motor Ford. O italiano Giancarlo Fisichella foi mantido e o japonês Takuma Sato saiu junto com a Honda. Para o seu lugar, chegou o irlandês Ralph Firman, estreante na categoria. Firman, que sofreu um violento acidente no treino livre para o GP da Hungria, foi substituído por Zsolt Baumgartner em 2 corridas. Com a participação do piloto húngaro (que viria a disputar a temporada seguinte, pela Minardi), pela primeira vez a Fórmula 1 teria um representante do Leste Europeu no grid.
Jaguar: a equipe inglesa passou por uma renovação, com a saída de seus dois pilotos, Eddie Irvine (que negociou com a Jordan, porém não conseguiu a vaga e se aposentou) e Pedro de la Rosa, além de vários dirigentes. Em 2003, apostou em dois jovens pilotos: o australiano Mark Webber, que surpreendeu na Minardi em 2002, com um quinto lugar em Melbourne e o brasileiro Antonio Pizzonia, que chegou cercado de expectativas, devido ao seu grande desempenho nas categorias de base. 
BAR: a equipe teve um desempenho modesto em 2002, muito aquém do que se espera de um motor Honda. Jacques Villeneuve foi mantido na equipe pelo quinto ano consecutivo, enquanto Jenson Button veio da Renault para o lugar de Olivier Panis.
Minardi: autor dos heroicos 2 pontos em 2002, Mark Webber foi para a Jaguar, enquanto o malaio Alex Yoong, depois de um desempenho muito ruim, foi demitido. Para 2003, a equipe apostou no holandês Jos Verstappen, que depois de ficar fora em 2002, voltava para o grid, além de Justin Wilson, que estreava na categoria. Com a saída de Wilson para a Jaguar, o dinamarquês Nicolas Kiesa assumiu a vaga.
Toyota: Depois de um desempenho decepcionante em seu ano de estreia, a equipe trocou seus dois pilotos, chegando o estreante brasileiro Cristiano da Matta para pilotar ao lado do experiente Olivier Panis.

## Calendário
| Prova | Grande Prêmio      | Data           | Local          |
| ----- | ------------------ | -------------- | -------------- |
| 1     | GP da Austrália    | 9 de Março     | Melbourne      |
| 2     | GP da Malásia      | 23 de Março    | Sepang         |
| 3     | GP do Brasil       | 6 de Abril     | Interlagos     |
| 4     | GP de San Marino   | 20 de Abril    | Ímola          |
| 5     | GP da Espanha      | 4 de Maio      | Catalunya      |
| 6     | GP da Áustria      | 18 de Maio     | A1-Ring        |
| 7     | GP de Mônaco       | 1 de Junho     | Monaco         |
| 8     | GP do Canadá       | 15 de Junho    | Montreal       |
| 9     | GP da Europa       | 29 de Junho    | Nürburgring    |
| 10    | GP da França       | 6 de Julho     | Magny-Cours    |
| 11    | GP da Grã-Bretanha | 20 de Julho    | Silverstone    |
| 12    | GP da Alemanha     | 3 de Agosto    | Hockenheimring |
| 13    | GP da Hungria      | 24 de Agosto   | Hungaroring    |
| 14    | GP da Itália       | 14 de Setembro | Monza          |
| 15    | GP dos EUA         | 28 de Setembro | Indianapolis   |
| 16    | GP do Japão        | 12 de Outubro  | Suzuka         |

- O Grande Prêmio da Bélgica foi retirado da temporada de 2003, por causa das leis de tabaco do país, e que várias equipes (Ferrari, McLaren, Renault, BAR e Jordan) violaram essas leis devido ao seus patrocínios e certas cláusulas em seus contratos. Isso foi posteriormente ratificado e a Fórmula 1 foi autorizada a retornar para Spa-Francorchamps em 2004.

## Resultados e classificação

### Grandes Prêmios
| GP | Grande Prêmio      | Pole Position      | Volta mais rápida  | Vencedor             | Equipe           | Descrição |
| -- | ------------------ | ------------------ | ------------------ | -------------------- | ---------------- | --------- |
| 1  | GP da Austrália    | Michael Schumacher | Kimi Räikkönen     | David Coulthard      | McLaren-Mercedes | Detalhes  |
| 2  | GP da Malásia      | Fernando Alonso    | Michael Schumacher | Kimi Räikkönen       | McLaren-Mercedes | Detalhes  |
| 3  | GP do Brasil       | Rubens Barrichello | Rubens Barrichello | Giancarlo Fisichella | Jordan-Ford      | Detalhes  |
| 4  | GP de San Marino   | Michael Schumacher | Michael Schumacher | Michael Schumacher   | Ferrari          | Detalhes  |
| 5  | GP da Espanha      | Michael Schumacher | Rubens Barrichello | Michael Schumacher   | Ferrari          | Detalhes  |
| 6  | GP da Áustria      | Michael Schumacher | Michael Schumacher | Michael Schumacher   | Ferrari          | Detalhes  |
| 7  | GP de Mônaco       | Ralf Schumacher    | Kimi Räikkönen     | Juan Pablo Montoya   | Williams-BMW     | Detalhes  |
| 8  | GP do Canadá       | Ralf Schumacher    | Fernando Alonso    | Michael Schumacher   | Ferrari          | Detalhes  |
| 9  | GP da Europa       | Kimi Räikkönen     | Kimi Räikkönen     | Ralf Schumacher      | Williams-BMW     | Detalhes  |
| 10 | GP da França       | Ralf Schumacher    | Juan Pablo Montoya | Ralf Schumacher      | Williams-BMW     | Detalhes  |
| 11 | GP da Grã-Bretanha | Rubens Barrichello | Rubens Barrichello | Rubens Barrichello   | Ferrari          | Detalhes  |
| 12 | GP da Alemanha     | Juan Pablo Montoya | Juan Pablo Montoya | Juan Pablo Montoya   | Williams-BMW     | Detalhes  |
| 13 | GP da Hungria      | Fernando Alonso    | Juan Pablo Montoya | Fernando Alonso      | Renault          | Detalhes  |
| 14 | GP da Itália       | Michael Schumacher | Michael Schumacher | Michael Schumacher   | Ferrari          | Detalhes  |
| 15 | GP dos EUA         | Kimi Räikkönen     | Michael Schumacher | Michael Schumacher   | Ferrari          | Detalhes  |
| 16 | GP do Japão        | Rubens Barrichello | Ralf Schumacher    | Rubens Barrichello   | Ferrari          | Detalhes  |

### Classificação de pilotos
| Pos | Piloto                | AUS  | MAL | BRA | SMR | ESP | AUT | MON | CAN | EUR | FRA | GBR | GER | HUN  | ITA | USA | JPN | Pontos |
| --- | --------------------- | ---- | --- | --- | --- | --- | --- | --- | --- | --- | --- | --- | --- | ---- | --- | --- | --- | ------ |
| 1   | Michael Schumacher    | 4    | 6   | Ret | 1   | 1   | 1   | 3   | 1   | 5   | 3   | 4   | 7   | 8    | 1   | 1   | 8   | 93     |
| 2   | Kimi Räikkönen        | 3    | 1   | 2   | 2   | Ret | 2   | 2   | 6   | Ret | 4   | 3   | Ret | 2    | 4   | 2   | 2   | 91     |
| 3   | Juan Pablo Montoya    | 2    | 12  | Ret | 7   | 4   | Ret | 1   | 3   | 2   | 2   | 2   | 1   | 3    | 2   | 6   | Ret | 82     |
| 4   | Rubens Barrichello    | Ret  | 2   | Ret | 3   | 3   | 3   | 8   | 5   | 3   | 7   | 1   | Ret | Ret  | 3   | Ret | 1   | 65     |
| 5   | Ralf Schumacher       | 8    | 4   | 7   | 4   | 5   | 6   | 4   | 2   | 1   | 1   | 9   | Ret | 4    |     | Ret | 12  | 58     |
| 6   | Fernando Alonso       | 7    | 3   | 3   | 6   | 2   | Ret | 5   | 4   | 4   | Ret | Ret | 4   | 1    | 8   | Ret | Ret | 55     |
| 7   | David Coulthard       | 1    | Ret | 4   | 5   | Ret | 5   | 7   | Ret | 15  | 5   | 5   | 2   | 5    | Ret | Ret | 3   | 51     |
| 8   | Jarno Trulli          | 5    | 5   | 8   | 13  | Ret | 8   | 6   | Ret | Ret | Ret | 6   | 3   | 7    | Ret | 4   | 5   | 33     |
| 9   | Jenson Button         | 10   | 7   | Ret | 8   | 9   | 4   | DNS | Ret | Ret | 8   | 8   | 10  | Ret  | Ret | 4   |     | 17     |
| 10  | Mark Webber           | Ret  | Ret | 9   | Ret | 7   | 7   | Ret | 7   | 6   | 6   | 14  | 11  | 6    | 7   | Ret | 11  | 17     |
| 11  | Heinz-Harald Frentzen | 6    | 9   | 5   | 11  | Ret | DNS | Ret | Ret | 9   | 12  | 12  | Ret | Ret  | 13  | 3   | Ret | 13     |
| 12  | Giancarlo Fisichella  | Ret  | Ret | 1   | 15  | Ret | Ret | 10  | Ret | 12  | Ret | Ret | 13  | Ret  | 10  | 7   | Ret | 12     |
| 13  | Cristiano da Matta    | Ret* | 11  | 10  | 12  | 6   | 10  | 9   | 11  | Ret | 11  | 7   | 6   | 11   | Ret | 9   | 7   | 10     |
| 14  | Nick Heidfeld         | Ret  | 8   | Ret | 10  | 10  | Ret | 11  | Ret | 8   | 13  | 17  | 10  | 9    | 9   | 5   | 9   | 6      |
| 15  | Olivier Panis         | Ret  | Ret | Ret | 9   | Ret | Ret | 13  | 8   | Ret | 8   | 11  | 5   | Ret  | Ret | Ret | 10  | 6      |
| 16  | Jacques Villeneuve    | 9    | Ret | 6   | Ret | Ret | 12  | Ret | Ret | Ret | 9   | 10  | 9   | Ret  | 6   | Ret |     | 6      |
| 17  | Marc Gené             |      |     |     |     |     |     |     |     |     |     |     |     |      | 5   |     |     | 4      |
| 18  | Takuma Sato           |      |     |     |     |     |     |     |     |     |     |     |     |      |     |     | 6   | 3      |
| 19  | Ralph Firman          | Ret* | 10  | Ret | Ret | 8   | 11  | 12  | Ret | 11  | 15  | 13  | Ret |      |     | Ret | 14  | 1      |
| 20  | Justin Wilson         | Ret* | Ret | Ret | Ret | 11  | 13  | Ret | Ret | 13  | 14  | 16  | Ret | Ret  | Ret | 8   | 13  | 1      |
| 21  | Antônio Pizzonia      | Ret* | Ret | Ret | 14  | Ret | 9   | Ret | 10  | 10  | 10  | Ret |     |      |     |     |     | 0      |
| 22  | Jos Verstappen        | 11   | 13  | Ret | Ret | 12  | Ret | Ret | 9   | 14  | 16  | 15  | Ret | 12   | Ret | 10  | 15  | 0      |
| 23  | Nicolas Kiesa         |      |     |     |     |     |     |     |     |     |     |     | 12* | 13   | 12  | 11  | 16  | 0      |
| 24  | Zsolt Baumgartner     |      |     |     |     |     |     |     |     |     |     |     |     | Ret* | 11  |     |     | 0      |
| Pos | Piloto                | AUS  | MAL | BRA | SMR | ESP | AUT | MON | CAN | EUR | FRA | GBR | GER | HUN  | ITA | USA | JPN | Pontos |

| Cor        | Resultado             |
| ---------- | --------------------- |
| Ouro       | Vencedor              |
| Prata      | 2.º lugar             |
| Bronze     | 3.º lugar             |
| Verde      | Terminou, nos pontos  |
| Azul       | Terminou, sem pontos  |
| Púrpura    | Ret – Retirou-se      |
| Vermelho   | NQ – Não qualificado  |
| Preto      | DSQ – Desqualificado  |
| Branco     | NL – Não largou       |
| Branco     | C – Corrida cancelada |
| Azul claro | AT – Apenas Treino    |
| Sem cor    | NP – Não participou   |
| Sem cor    | Les – Lesionado       |
| Sem cor    | EX – Excluído         |

- Em negrito indica pole position e itálico volta mais rápida.

### Pilotos
| Pos | Piloto                | Construtor(es)   | Corridas | Vitórias | Pódiuns | Poles | V.rápidas | Subtotal de Pontos | Total de Pontos |
| --- | --------------------- | ---------------- | -------- | -------- | ------- | ----- | --------- | ------------------ | --------------- |
| 1   | Michael Schumacher    | Ferrari          | 16       | 6        | 8       | 5     | 5         | 93                 | 93              |
| 2   | Kimi Räikkönen        | McLaren-Mercedes | 16       | 1        | 10      | 2     | 3         | 91                 | 91              |
| 3   | Juan Pablo Montoya    | Williams-BMW     | 16       | 2        | 9       | 1     | 3         | 82                 | 82              |
| 4   | Rubens Barrichello    | Ferrari          | 16       | 2        | 8       | 3     | 3         | 65                 | 65              |
| 5   | Ralf Schumacher       | Williams-BMW     | 15       | 2        | 3       | 3     | 1         | 58                 | 58              |
| 6   | Fernando Alonso       | Renault          | 16       | 1        | 4       | 2     | 1         | 55                 | 55              |
| 7   | David Coulthard       | McLaren-Mercedes | 16       | 1        | 3       | 0     | 0         | 51                 | 51              |
| 8   | Jarno Trulli          | Renault          | 16       | 0        | 1       | 0     | 0         | 33                 | 33              |
| 9   | Jenson Button         | BAR-Honda        | 16       | 0        | 0       | 0     | 0         | 17                 | 17              |
| 10  | Mark Webber           | Jaguar-Cosworth  | 16       | 0        | 0       | 0     | 0         | 17                 | 17              |
| 11  | Heinz-Harald Frentzen | Sauber-Petronas  | 15       | 0        | 1       | 0     | 0         | 13                 | 13              |
| 12  | Giancarlo Fisichella  | Jordan-Ford      | 16       | 1        | 1       | 0     | 0         | 12                 | 12              |
| 13  | Cristiano da Matta    | Toyota           | 16       | 0        | 0       | 0     | 0         | 10                 | 10              |
| 14  | Nick Heidfeld         | Sauber-Petronas  | 16       | 0        | 0       | 0     | 0         | 6                  | 6               |
| 15  | Olivier Panis         | Toyota           | 16       | 0        | 0       | 0     | 0         | 6                  | 6               |
| 16  | Jacques Villeneuve    | BAR-Honda        | 15       | 0        | 0       | 0     | 0         | 6                  | 6               |
| 17  | Marc Gené             | Williams-BMW     | 1        | 0        | 0       | 0     | 0         | 4                  | 4               |
| 18  | Takuma Sato           | BAR-Honda        | 1        | 0        | 0       | 0     | 0         | 3                  | 3               |
| 19  | Ralph Firman          | Jordan-Ford      | 14       | 0        | 0       | 0     | 0         | 1                  | 1               |
| 20  | Justin Wilson         | Minardi-Cosworth | 11       | 0        | 0       | 0     | 0         | 0                  | 1               |
| 20  | Justin Wilson         | Jaguar-Cosworth  | 5        | 0        | 0       | 0     | 0         | 1                  | 1               |
| 21  | Antônio Pizzonia      | Jaguar-Cosworth  | 11       | 0        | 0       | 0     | 0         | 0                  | 0               |
| 22  | Jos Verstappen        | Minardi-Cosworth | 16       | 0        | 0       | 0     | 0         | 0                  | 0               |
| 23  | Nicolas Kiesa         | Minardi-Cosworth | 5        | 0        | 0       | 0     | 0         | 0                  | 0               |
| 24  | Zsolt Baumgartner     | Jordan-Ford      | 2        | 0        | 0       | 0     | 0         | 0                  | 0               |

### Classificação de construtores
| Pos | Construtor       | Pneu | Vitórias | Pódios | Poles | Voltas mais rápidas | Total de Pontos |
| --- | ---------------- | ---- | -------- | ------ | ----- | ------------------- | --------------- |
| 1   | Ferrari          | B    | 8        | 16     | 8     | 8                   | 158             |
| 2   | Williams-BMW     | M    | 4        | 12     | 4     | 4                   | 144             |
| 3   | McLaren-Mercedes | M    | 2        | 13     | 2     | 3                   | 142             |
| 4   | Renault          | M    | 1        | 5      | 2     | 1                   | 88              |
| 5   | BAR-Honda        | B    | 0        | 0      | 0     | 0                   | 26              |
| 6   | Sauber-Ferrari   | B    | 0        | 1      | 0     | 0                   | 19              |
| 7   | Jaguar-Cosworth  | M    | 0        | 0      | 0     | 0                   | 18              |
| 8   | Toyota           | M    | 0        | 0      | 0     | 0                   | 16              |
| 9   | Jordan-Ford      | B    | 1        | 1      | 0     | 0                   | 13              |
| 10  | Minardi-Cosworth | B    | 0        | 0      | 0     | 0                   | 0               |